# (15621) Erikhovland
(15621) Erikhovland est un astéroïde de la ceinture principale.

## Description
(15621) Erikhovland est un astéroïde de la ceinture principale. Il fut découvert le 29 avril 2000 à Haleakala par le programme NEAT. Il présente une orbite caractérisée par un demi-grand axe de 2,63 UA, une excentricité de 0,16 et une inclinaison de 16,0° par rapport à l'écliptique.

## Compléments